# CIA e traffico di droga

Stemma della CIA

La CIA e il traffico di droga sono argomento più volte oggetto di dibattito e controversie, in particolare riguardo attività in vari Stati del mondo circa favoritismi a bande di narcotrafficanti tramite finanziamenti e aiuto logistico in cambio di informazioni e materiale di supporto.

## Casistica per Stato

### Afghanistan
Nel corso dell'invasione sovietica dell'Afghanistan, alcuni reparti della CIA si misero in contatto con diversi esponenti di spicco del mondo della droga mediorientale, tra cui Gulbuddin Hekmatyar, signore della droga afghano, nel tentativo di favorire la lotta dei ribelli e delle forze criminali contro i sovietici. Secondo lo storico Alfred W. McCoy, l'agenzia, nel contesto dell'invasione dell'Afghanistan, si preoccupò di creare amicizie e legami di collaborazione con i narcotrafficanti più influenti attraverso finanziamenti, armi, protezione politica e altri mezzi, spingendoli in compenso a lottare contro i comunisti e contemporaneamente a rendersi protagonista indiretta del traffico dell'eroina e di altre droghe nel Sud-est asiatico.
Durante la guerra in Afghanistan del 2001 altra vicenda che suscitò scandalo fu la scoperta che Ahmed Wali Karzai, fratello del presidente afghano neoeletto filoamericano Hamid Karzai, era nel libro paga della CIA da otto anni (all'ottobre 2009), e la sua sospetta vicinanza al traffico d'oppio nel Medio Oriente contribuì a offuscare le reali intenzioni dei servizi segreti americani circa il blocco del commercio della suddetta droga. Karzai, in ottemperanza a queste relazioni, sarebbe stato pagato per realizzare operazioni in alcune regioni dell'Afghanistan e reclutare forze paramilitari.

### Birmania
Nel 1949, dopo la vittoria di Mao Zedong in Cina, un gruppo di circa 1 200 soldati del Kuomintang sconfitti fuggirono in Birmania e continuarono una certa attività di guerriglia. Quando però nel 1953 il governo birmano si appellò all'ONU per cercare di fermare l'attività dei guerriglieri nazionalisti, gli USA fecero pressioni su Taiwan affinché ritirasse i suoi uomini. Verso la fine del 1954 circa 6 000 uomini lasciarono la Birmania. Comunque altre migliaia di soldati rimasero nella regione e il governo di Taiwan continuò, in segreto, a rifornirli e a comandarli. Con la copertura della CIA, crearono gravi disagi alla popolazione birmana e arrivarono a prendere il controllo del 90% della produzione di oppio nella zona, tassando i coltivatori e i piccoli produttori indipendenti. Gli uomini del Kuomintang potevano inoltre contare sull'appoggio del generale Phao Sriyanonda, capo della Polizia thailandese e uomo della CIA, che fornì loro armi e li aiutò a contrabbandare grossi quantitativi di oppio fino ai mercati di Hong Kong e Singapore.

### Bolivia

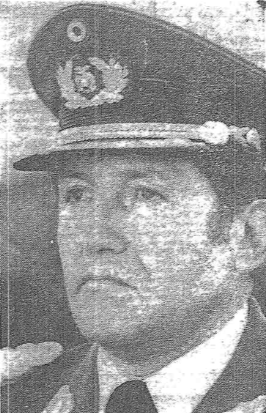
Il generale Luis García Meza Tejada

Il 17 luglio 1980, in Bolivia, il generale Luis García Meza Tejada mise in atto un golpe militare, finanziato da trafficanti di cocaina e sostenuto da mercenari neonazisti reclutati da Klaus Barbie (ex capo della Gestapo a Lione assoldato dalla CIA): si aprì uno dei periodi più bui della storia boliviana con arresti arbitrari da parte di unità paramilitari, torture e sparizioni, avvenute con il supporto del SIDE (i servizi segreti della dittatura militare argentina) nell'ambito dell'operazione Condor, la strategia unificata dei governi militari del Sudamerica pianificata dalla CIA per coordinare la feroce repressione contro qualsiasi forma di opposizione ai regimi. Il coinvolgimento della dittatura nel traffico di cocaina portò all'isolamento internazionale della Bolivia: secondo quanto riferito, le esportazioni di cocaina ammontavano a 850 milioni di dollari nel biennio 1980-1981 del regime di García Meza, il doppio del valore delle esportazioni ufficiali del Paese. I "dollari della coca" venivano usati per comprare il silenzio o il sostegno attivo degli ufficiali militari (si parlò infatti di "golpe della cocaina"). Ma García Meza, che non riuscì a ottenere supporto nell'esercito, affrontò ripetuti tentativi di colpo di Stato e fu costretto a dimettersi il 4 agosto 1981.

### Haiti
Nel 1991 a Haiti le gerarchie militari capeggiate dal generale Raoul Cédras presero il potere appoggiate dalla CIA: tale regime fu accusato di traffico illegale di droga in collaborazione con il cartello di Medellín.

### Italia
Secondo la testimonianza resa nel 1995 da Roberto Cavallaro, ex membro dei Nuclei per la Difesa dello Stato e collaboratore esterno del SID coinvolto nell'inchiesta sull'organizzazione golpista della "Rosa dei Venti", nel 1972 apprese dell'esistenza di una operazione della CIA in Italia, denominata "Blue Moon", consistente nella diffusione di sostanze stupefacenti negli strati giovanili con il fine di destabilizzare il movimento di contestazione: sempre secondo Cavallaro, di questa forma di "guerra non ortodossa" se ne occupò l'Aginter Press di Lisbona, un'organizzazione sotto copertura della CIA che operava con lo scopo di addestrare militanti di estrema destra a confezionare bombe e a infiltrarsi nei gruppi rivoluzionari di sinistra.
Secondo il giudice istruttore Guido Salvini, titolare di diverse inchieste sulla strategia della tensione, l'uomo di collegamento con la CIA per l'operazione "Blue Moon" sarebbe stato Ronald Stark, amico personale di Timothy Leary e molto vicino ai gruppi pacifisti americani (come la Fratellanza dell'Amore Eterno) nonché trafficante internazionale di LSD e, per questo motivo, utilizzato come infiltrato dalla CIA. Giunto a Roma nel 1972, dove venne arrestato per traffico di droga, riuscì ad avvicinare in carcere alcuni elementi delle Brigate Rosse, come Renato Curcio, e diversi esponenti della sinistra extraparlamentare.

### Laos

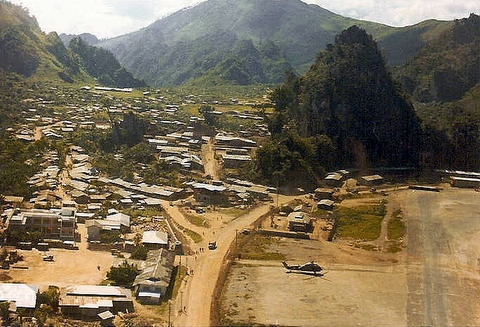
La base del generale Vang Pao a Long Tieng, nel 1974

Dopo la fine della dominazione francese, furono gli statunitensi che si presero in carico di finanziare il governo reale laotiano e l'esercito del regno. Il conflitto divenne così noto sotto il nome di guerra segreta, per il ruolo che vi ebbero gli Stati Uniti, costretti ad agire nell'ombra in Laos dopo che la conferenza di Ginevra del 1954 ne aveva dichiarato la neutralità. Agli inizi del 1955 fu istituita una missione operativa americana in Laos che pagò l'80% delle spese governative e la totalità delle spese militari. Per far naufragare queste operazioni senza un coinvolgimento militare diretto, la CIA rispose finanziando nel 1957 una forza di 7 000 guerriglieri anti-comunisti di etnia hmong guidati dal generale Vang Pao, che si insediarono sulle colline intorno alla Piana delle Giare, occupata dai guerriglieri comunisti del Pathet Lao.
Durante la guerra civile laotiana, Vang Pao si arricchì appropriandosi impunemente di parte degli aiuti statunitensi ai guerriglieri hmong e, con la copertura di agenti della CIA, commerciando oppio ed eroina, ma non fu mai incriminato per queste attività perché gli statunitensi lo consideravano una pedina chiave nel conflitto. I proventi del traffico di droga gli servivano inoltre per finanziare la guerriglia da lui capeggiata. La sua base di Long Tieng divenne il maggior mercato di oppio ed eroina assieme a Vientiane per i hmong in Laos. Inizialmente esportò le droghe con gli aerei della Air America (una compagnia aerea segretamente controllata dalla CIA) e nel 1967 fondò a tale scopo la propria compagnia aerea Xieng Khouang Air Transport.

### Messico
Si ritiene che il Cartello di Guadalajara, guidato da Miguel Ángel Félix Gallardo (detto El Padrino), riuscì a prosperare soprattutto per l'appoggio della Dirección Federal de Seguridad, i servizi segreti messicani dell'epoca, guidati dal 1978 al 1982 da Miguel Nazar Haro. Quest'ultimo, strettamente legato alla CIA, chiuse un occhio sulle attività dei narcos in virtù del sostegno dato dal cartello ai Contras, la guerriglia antisandinista del Nicaragua. Infatti Félix Gallardo passò agli insorti una quantità significativa di soldi e armi. Secondo Werner Lotz, suo pilota personale, El Padrino una volta lasciò 150 000 dollari in contanti a un gruppo di Contras, e spesso si vantava di contrabbandare loro armi. Pure Juan Matta-Ballesteros, l'uomo di collegamento con i colombiani, era in contatti con la CIA e forniva supporto ai guerriglieri nicaraguensi. Numerose agenzie federali statunitensi, tra cui la CIA e la DEA erano a conoscenza delle attività di Gallardo, ma a questi fu inizialmente data protezione per il contributo dato ai Contras.
L'agente della DEA Enrique Camarena venne rapito il 7 febbraio 1985 e poi brutalmente torturato e assassinato, mentre era in missione in Messico per indagare sulle attività di Gallardo. Nell'ottobre 2013 due ex agenti federali e un ex collaboratore della CIA affermarono a un network televisivo americano, che alcuni agenti CIA erano coinvolti nel rapimento e nell'omicidio di Camarena, poiché era una minaccia alle attività illegali dell'agenzia in Messico. Secondo i tre uomini, la CIA stava collaborando con i trafficanti per trasportare cocaina e marijuana negli Stati Uniti, per poter poi usare la propria parte di ricavi per finanziare i contras, nel tentativo di rovesciare il governo sandinista in Nicaragua. Un portavoce della CIA ha risposto affermando che "è ridicolo pensare che la CIA abbia qualcosa a che fare con l'omicidio di un agente federale americano e la fuga del suo assassino".

### Nicaragua

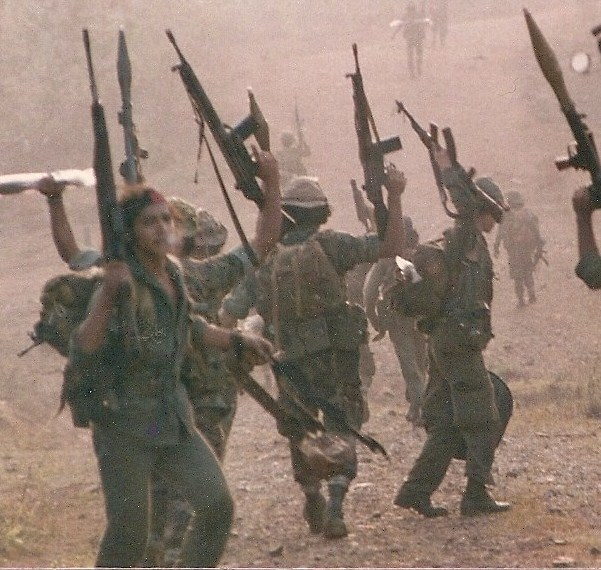
Truppe Contras, 1987

Nonostante nel 1982 con l'emendamento Boland la Camera dei Rappresentanti USA proibisse all'unanimità al Pentagono e alla CIA di addestrare o armare gli antisandinisti, l'amministrazione Reagan continuò segretamente a sostenere la guerriglia dei Contras in Nicaragua: come emerso dall'inchiesta "Dark Alliance" del giornalista statunitense Gary Webb, i Contras si autofinanziavano mediante il traffico di droga con l'appoggio della CIA, che usava i proventi del traffico di armi durante la guerra Iran-Iraq. L'azione dei Contras si caratterizzava principalmente per attacchi contro strutture civili indifese quali fattorie, ospedali, chiese e per massacri indiscriminati contro civili, compimento di torture e stupri.

### Panama

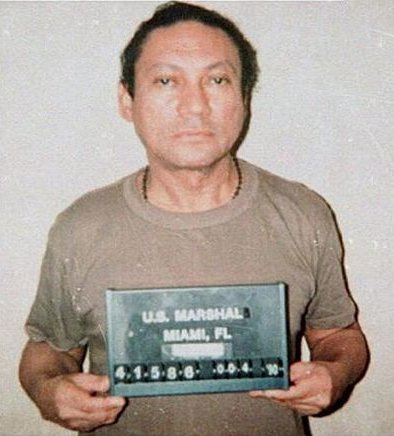
Manuel Noriega in seguito all'arresto effettuato dalle United States Armed Forces

Il generale Manuel Noriega fu dittatore di Panama per sei anni, dal 1983 al 1989, e fedele alleato della CIA a partire dagli anni cinquanta. Il generale Noriega avviò anche una collaborazione con il Cartello di Medellín, i cui capi si rifugiarono a Panama sotto la sua protezione e utilizzarono il Paese come base per il traffico di cocaina e per il riciclaggio del denaro sporco.
Quando nel 1987 alcuni ufficiali panamensi accusarono Noriega di essere coinvolto nel traffico di droga, a Miami fu aperta una inchiesta nei suoi confronti. Gli USA gli tolsero definitivamente l'appoggio e da quel momento cominciò il braccio di ferro con Washington, conclusosi con la deposizione di Noriega in seguito all'operazione “Just Cause”: l'invasione dei marines americani a Panama avvenuta il 20 dicembre del 1989. L'anno dopo Noriega, con l'accusa di riciclaggio e narcotraffico, fu condannato a 40 anni di carcere.

### Turchia
Negli anni settanta i Lupi grigi (organizzazione paramilitare del partito turco di estrema destra Milliyetçi Hareket Partisi) si resero responsabili dell'uccisione indiscriminata di attivisti di sinistra e liberali, intellettuali, curdi, funzionari e giornalisti e maturarono anche forti sospetti circa la loro partecipazione alla Counter-Guerrilla (in turco: Kontrgerilla), il nodo anatolico della rete Gladio, un'organizzazione di tipo stay-behind ispirata e articolata in chiave anticomunista dalla CIA e dalla NATO, in collaborazione con gli Stati dell'Europa occidentale, al fine di impedire con qualsiasi mezzo ai partiti comunisti di raggiungere il potere con i mezzi democratici (operazioni sotto falsa bandiera, attentati, propaganda, diffamazione). Negli anni ottanta la ramificazione dei Lupi grigi nelle comunità di emigrazione turca in Germania, in Austria, in Svizzera e nei Paesi Bassi ha permesso loro di impiantare traffici di eroina per finanziare l'attività politica e l'acquisto di armi.

### Venezuela
Nel 1993 la rete televisiva CBS rese pubbliche le accuse della DEA, l'ente statunitense antidroga, secondo la quale i servizi segreti americani si resero protagonisti dell'importazione di più di una tonnellata di cocaina proveniente dal Venezuela sul suolo americano. Secondo quanto descritto dal New York Times, la droga "della CIA" fu trafficata nelle principali metropoli della nazione. 
Lo sbarco della droga non fu approvato dalla DEA ma comunque effettuato dalla CIA nel contesto di un'operazione antidroga volta a incastrare il signore della droga Pablo Escobar in accordo con la Guardia Nazionale.